# Campionato sudamericano di rugby 2007
Il campionato sudamericano di rugby 2007 (in spagnolo Sudamericano de Rugby 2007; in portoghese Campeonato Sul-Americano de Rugby de 2007) fu il 29º campionato continentale del Sudamerica di rugby a 15.
La sua prima divisione si tenne a cavallo della Coppa del Mondo 2007, dal 25 agosto al 15 dicembre, fra tre squadre nazionali e fu vinta dall'Argentina per la ventottesima volta, diciassettesima consecutiva.
La prima divisione fu assegnata pur senza tutti gli incontri disputati: di fatto l'unica squadra a completare il suo programma fu il Cile, sconfitto da Argentina e Uruguay.
L'incontro tra queste ultime due non si tenne, perché entrambe erano impegnate alla Coppa del Mondo 2007 e, non trovando una data in calendario per affrontarsi, a gennaio 2008 le rispettive federazioni si accordarono per annullare la partita; l'Argentina vinse, quindi, grazie alla miglior differenza punti fatti/subiti in ragione della vittoria ottenuta sul Cile per 79-8 a dicembre 2007 con una squadra composta da elementi semiesordienti che non presero parte alla competizione mondiale ma ai quali fu assicurato il cap internazionale.
Per i Pumas si trattò della ventottesima affermazione su altrettante partecipazioni al torneo e su ventinove edizioni complessive.
Il Sudamericano "B" si tenne a Lima, capitale del Perù, e fu vinto per la seconda volta dal Brasile a punteggio pieno; in entrambe le competizioni fu usato un metodo di classifica simile a quello dell'emisfero sud, con la sola differenza che alla vittoria furono assegnati tre punti invece di quattro e alla sconfitta uno invece di zero (punteggio riservato altresì alla squadra che non si presentasse in campo), mentre invece rimasero invariati il pareggio (due punti a ciascuno), il bonus offensivo (un punto superate le quattro mete) e quello difensivo (un ulteriore punto per sconfitte da uno a sette punti di scarto).
Il valore delle marcature, come stabilito dall’IRFB nel 1992, era: 5 punti per ciascuna meta (7 se trasformata), 3 punti per la realizzazione di ciascun calcio piazzato, idem per il drop.

## Squadre partecipanti
| Sudamericano “A” | Sudamericano “B” |
| ---------------- | ---------------- |
| Argentina        | Brasile          |
| Cile             | Colombia         |
| Uruguay          | Perù             |
|                  | Venezuela        |

## Sudamericano "A"

### Risultati
| Arbitro: | Leonardo Borghi |

|                             |      |                           |
| Coda (2) Gurruchaga Matetic | mt   | Arocena (2) Conti Protasi |
| Berti (4)                   | tr   | Caffera (3)               |
| Berti (2)                   | c.p. | Caffera (3)               |

| Arbitro: | Gustavo Gerbasi |

|                                                                                               |      |        |
| Abadie Amelong Ascarate Campos del Busto González Amorosino Merello (4) Ponce (2) Urdapilleta | mt   | Guzmán |
| Mieres (3) Urdapilleta (4)                                                                    | c.p. | Berti  |

| Pos | Squadra   | G | V | N | P | PF | PS  | DP  | BMP | Pt |
| --- | --------- | - | - | - | - | -- | --- | --- | --- | -- |
| 1   | Argentina | 1 | 1 | 0 | 0 | 79 | 8   | +71 | 1   | 4  |
| 2   | Uruguay   | 1 | 1 | 0 | 0 | 35 | 34  | +1  | 1   | 4  |
| 3   | Cile      | 2 | 0 | 0 | 2 | 42 | 114 | −72 | 2   | 4  |

## Sudamericano "B"

### Risultati
| Data       | Incontro             | Risultato | Sede |
| ---------- | -------------------- | --------- | ---- |
| 4-11-2007  | Colombia ― Venezuela | 33-13     | Lima |
| 4-11-2007  | Brasile ― Perù       | 24-15     | Lima |
| 7-11-2007  | Brasile ― Venezuela  | 49-7      | Lima |
| 7-11-2007  | Perù ― Colombia      | 12-9      | Lima |
| 10-11-2007 | Brasile ― Colombia   | 43-3      | Lima |
| 10-11-2007 | Perù ― Venezuela     | 24-8      | Lima |

### Classifica
|  | Classifica | G | V | N | P | PF  | PS  | P±  | B | PT |
|  | ---------- | - | - | - | - | --- | --- | --- | - | -- |
|  | Brasile    | 3 | 3 | 0 | 0 | 116 | 25  | +91 | 3 | 12 |
|  | Perù       | 3 | 2 | 0 | 1 | 51  | 41  | +10 | 1 | 8  |
|  | Colombia   | 3 | 1 | 0 | 2 | 45  | 68  | -23 | 1 | 6  |
|  | Venezuela  | 3 | 0 | 0 | 3 | 28  | 106 | -78 | 0 | 3  |